# Herborn
Herborn es un municipio situado en el distrito de Lahn-Dill, en el estado federado de Hesse (Alemania). Su población estimada a finales de 2016 era de 20 618 habitantes.
Se encuentra en el centro-oeste del estado, muy cerca del río Lahn, un afluente del Rin.